# Список умерших в 1877 году
В этой статье представлен список известных людей, умерших в 1877 году.
См. также: Категория:Умершие в 1877 году

## Март
- 14 марта Хуа́н Мануэ́ль Хосе́ Доми́нго Орти́с де Ро́сас-и-Ло́пес-де-Осо́рнио (83) — , генерал-капитан (губернатор) Буэнос-Айреса с 8 декабря 1829 по 17 декабря 1832 года (1-й раз) и с 13 апреля 1835 по 3 февраля 1852 года (2-й раз), фактический диктатор-каудильо Аргентинской конфедерации.
- 16 марта Джон Бид Полдинг (82) — католический прелат, первый католический иерарх Австралии, епископ Сиднея.

## Май
- 9 мая Елена Асаки (87) — молдавская и румынская певица, пианистка и композитор.

## Ноябрь
- 1 ноября Рудольф Гаупман — австрийский живописец и график эпохи бидермейер.